# Andrzej Laskowski
Andrzej Laskowski (ur. 4 lipca 1956 w Miłoradzu) – polski energetyk, działacz opozycji w okresie PRL.

## Życiorys
Absolwent malborskiego Technikum Mechaniczno-Elektrycznego dla Pracujących z 1977. Pracował w Malborskich Zakładach Przemysłu Lniarskiego Makop, a od 1980 do 1982 na stanowisku mistrza w Państwowym Ośrodku Maszynowym w Malborku. W sierpniu 1980 współorganizował strajk w swoim zakładzie pracy, był delegatem do Międzyzakładowego Komitetu Strajkowego w Stoczni Gdańskiej im. Lenina. We wrześniu został członkiem „Solidarności”, stanął na czele komisji zakładowej w POM i uczestniczył w I regionalnym walnym zebraniu delegatów w Gdańsku.
Po wprowadzeniu w Polsce 13 grudnia 1981 stanu wojennego współredagował i drukował m.in. „Serwis Informacyjny NSZZ »Solidarność« w Malborku” i inne publikacje opozycyjne wydawane w drugim obiegu. Od 13 stycznia 1982 był internowany. 28 kwietnia 1982 został aresztowany, następnie skazany przez Sąd Marynarki Wojennej w Gdyni na karę dwóch lat i sześciu miesięcy pozbawienia wolności. Zwolnienie uzyskał 3 lutego 1983, gdy Sąd Najwyższy złagodził karę do 1 roku i 6 miesięcy, jednocześnie ją warunkowo zawieszając. Andrzej Laskowski pracował następnie dorywczo, zajmując się także pomocą represjonowanym. W 1986 wyemigrował do Kanady.
Odznaczony Krzyżem Wolności i Solidarności (2012).